# Lathyrus aphaca
L'àfaca (Lathyrus aphaca L.) è una pianta erbacea della famiglia delle Fabacee.

## Descrizione
Le foglie vere e proprie non sono presenti, ma si sono trasformate in un cirro; sono presenti invece delle stipole molto grandi (sono loro che assolvono la funzione fotosintetica).